# Carmine Coppola
Carmine Valentino Coppola (ˈkarmine ˈkɔppola; født 11. juni 1910, død 26. april 1991) var en amerikansk komponist, fløjtenist, pianist, og sangskriver som skrev musikken til The Godfather, The Godfather Part II, Apocalypse Now, The Outsiders, og The Godfather Part III, alle instrueret af hanssøn Francis Ford Coppola. I løbet af hans karriere vandt han både Oscar for bedste musik og Golden Globe Award for Best Original Score.